# ホームプラス電話
ホームプラス電話（ホームプラスでんわ）は、auのVoLTE網を利用した、固定電話サービスである。
auおうち電話のひとつ。

## 概要
メタルプラス電話・ADSL one・au one net ADSLの音声通話機能を置き換えるため、2014年12月17日から申し込みが開始された。
電話機の直近に専用アダプターを配置する必要がある。
既存の固定電話の番号が使用できるが、これとは別に『070』から始まる携帯電話の番号も付与される。

## 注意事項
- 携帯電話の電波が届かない場所では利用できない。
- 蓄積型FAXの仕組みを利用しているため、送受信に遅延時間があり、FAX受信専用モードが利用できない・大きなサイズの原稿はA4に縮小されるなど、ファクシミリ関係の機能制限がある。
- モデム通信 (ガス・水道検針サービス、クレジットカードの信用照会端末、パソコンからのインターネット接続など)は、利用できない。
- 発信時に携帯電話端末としての電話番号が通知されるため、110番や119番などへの緊急通報用電話番号へかけた場合、詳しい住所を伝える必要がある。
- 自動通報機能のある福祉電話機・ホームセキュリティ・ホームエレベーター通信・FAXによる緊急通報が利用できない。
- 乾電池で停電時補償を行う。
- ホームテレホン・ビジネスフォン・インターホン機能付き電話機は、別途宅内工事が必要であり、使用できない場合もある。
- 契約場所以外に移動して利用すると、契約解除となる場合もある。